# سیارک ۱۴۰۶۰
سیارک ۱۴۰۶۰ (به انگلیسی: 14060 Patersonewen، نامگذاری:1996BM5) چهارده هزار و شصتمین سیارک کشف شده‌است که در ۱۸ ژانویه ۱۹۹۶ کشف شد.
قدر مطلق سیارک برابر ۲۲.۴ است.